# Vzhodna platana
Vzhodna platana (znanstveno ime Platanus orientalis) je listopadno drevo iz družine platanovk (Platanaceae).

## Opis
Drevo zraste od 30 do 35 metrov visoko, deblo pa je valjasto in je prekrito s svetlo skorjo, kremaste barve, ki se lupi v velikih luskah. Krošnja drevesa je okroglasta, listi pa so dokaj veliki in dlanasto deljeni. Mladi so dlakavi, kasneje pa postanejo gladki.
Enospolna socvetja na visečih pecljih vzcvetejo aprila ali maja in imajo značilno okroglo obliko. Oplojena socvetja ostanejo na drevesih celo zimo, zgodaj spomladi pa razpadejo na posamezne oreške, v katerih so semena. Ti oreški so obdani z dlačicami, kar omogoča učinkovito razširjanje.
Platanin list spominja na list javorja.

## Razširjenost in uporabnost
Vzhodna platana je samorasla v zmernem pasu zahodne Azije in v južni Italiji ter Siciliji. Uspeva na rodovitnih, vlažnih tleh z debelo plastjo prsti. Rada ima svetla mesta, razmnožuje pa se s semeni in s potaknjenci.
Les je svetel in srednje trd, gospodarsko pa vzhodna platana ni pomembna vrsta. Zaradi dokaj hitre rasti in bogate sence jo pogosto zasajajo v parkih.